# Mary Foote

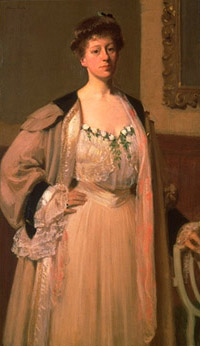
Mary Foote, Retrato de la Sra. Wilfred Worcester, óleo sobre lienzo, 50,5 x 30 pulgadas, c. 1898-1901

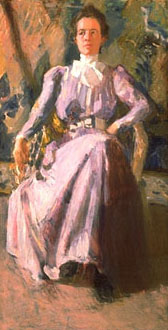
Mary Foote, Dama de lavanda, óleo sobre lienzo, 30 x 16 pulgadas, c.1898-01

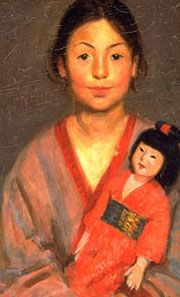
Mary Foote, Chica oriental con muñeca, óleo sobre lienzo, 21,5 x 13,25 pulgadas, c. 1898-01

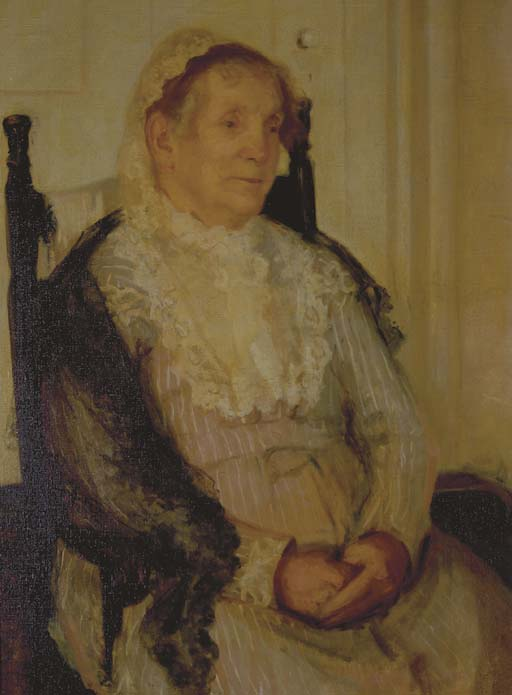
Mary Foote, anciana, 1913 Armory Show

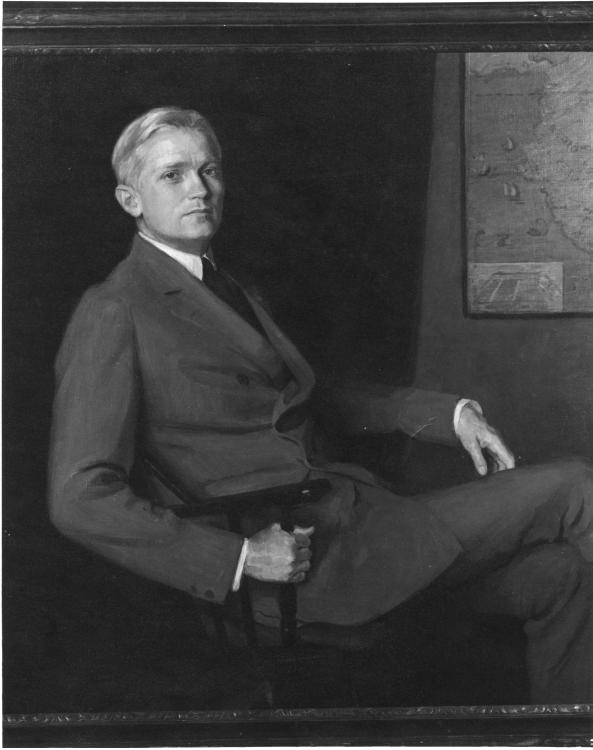
Mary Foote, Retrato de Hiram Bingham III, 1921

Mary Foote (Guilford, 25 de noviembre de1872-Guilford, 28 de enero de 1968) fue una pintora estadounidense y editora de notas de los seminarios de Carl Gustav Jung. Como artista, vivió y trabajó en Washington Square Park (Nueva York), París y Pekín de Nueva York. Desde 1928 hasta la década de 1950 vivió en Zúich y editó y publicó notas de los seminarios de Carl Jung hasta la Segunda Guerra Mundial. Regresó a los Estados Unidos en la década de 1950 y pasó sus últimos años en Connecticut, donde murió.

## Biografía
Mary Foote era la hija de Charles Spencer Foote (1837-1880) y Hannah Hubbard Foote (1840-1885). Nació en Guilford, Connecticut, al igual que su hermana menor, Margaret Foote Hawley, quien también se convirtió en artista  y pintó un retrato de perfil de una niña llamada Mary Foote. Después de que las niñas quedarán huérfanas, Margaret fue criada por su tía, Harriet Foote Hawley y su esposo en Washington D. C, y Mary fue acogida por una tía que vivía en Hartford, Connecticut, a la edad de 13 años.
Su prima era Lilly Gillette Foote, que fue institutriz de los hijos de Mark Twain. Durante un tiempo, Mary Foote vivió en la casa de Mark Twain (Samuel L. Clemens) y fue amiga de Susy Clemens.
Mary Foote fue miembro de las Hijas de la Revolución Americana, y tataranieta del general Andrew Ward (1727-1799) y Diana Hubbard Ward. Ward, que nació y murió en Guilford, Connecticut, fue elogiada por su valentía por George Washington. Los abuelos de Foote fueron George Augustus Foote y Eliza Spencer y sus bisabuelos fueron Eli Foote y Diana Ward.

## Carrera profesional

### Arte
A partir de 1890, estudió arte en la Escuela de Arte de Yale. En 1894, Foote recibió el Premio de Inglés Alice Kimball, que se estableció para apoyar los viajes de verano. El premio William Wirt Winchester, que le sirvió para financiar dos años de estudios en Europa, se lo otorgaron en 1897; era considerado el "mayor premio de ese tipo" en los Estados Unidos en ese momento. Foote viajó a París, Francia y estudió con John Singer Sargent. Fue alumna de Frederick MacMonnies en la Académie Carmen de París y en Giverny; sus jardines se convirtieron en el tema de muchas de sus pinturas. También hizo un retrato de MacMonnies. Entre sus amigos estaban la mecenas Mabel Dodge, la bailarina Isadora Duncan, el autor Henry James, la escritora Gertrude Stein, James McNeil Whistler, Ellen Emmet Rand y Cecilia Beaux.
En 1901, regresó a la ciudad de Nueva York para montar un estudio en Washington Square, donde se ganaba la vida cómodamente con sus encargos de retratos; su lista de clientes se lee como un Quién es Quién de la escena artística de su época. Foote pintó una amplia gama de temas, incluidos retratos, figuras, flores y paisajes.
Su trabajo se exhibió en la Academia de Bellas Artes de Pensilvania, junto con las obras de Robert Henri, Cecilia Beaux, Edmund Tarbell y otros artistas destacados.  
En el Armory Show de 1913, exhibió Old Lady .
Foote vivió y trabajó en Pekín, China desde diciembre de 1926 hasta principios de 1927.
Durante la década de 1920, compartió su estudio y tuvo una relación con Frederick MacMonnies. Ella entró en una profunda depresión después de que terminó. Buscó tratamiento en Smith Ely Jelliffe y, en 1927, cerró su estudio. Uno de sus amigos, Robert Edmond Jones, escenógrafo de Nueva York, había sido paciente de Carl Jung y Toni Wolff . Aconsejó a Foote, que había sido diagnosticada neurótica, que se sometiera al tratamiento de Jung en Zúrich, Suiza.

### Carl Jung
Tras clausurar su estudio, Foote fue a Zúrich para ver al psicoanalista suizo Carl Jung. A partir de 1928, trabajó para Jung, primero transcribiendo sus seminarios y editando la redacción en inglés de Jung, y luego produciendo las copias encuadernadas para sus participantes. Por ejemplo, sus notas se convirtieron en la base de The Visions Seminars, que se publicó en 1976. Su secretaria y asistente desde la década de 1930 hasta que terminó la serie de seminarios con el inicio de la Segunda Guerra Mundial fue una inglesa, la Sra. Emily Köppel, que estaba casada con un suizo. El trabajo se pagó por suscripciones y fue complementado inicialmente por Mary Foote, y más tarde por Mary y Paul Mellon y Alice Lewisohn Crowley.
En la década de 1930, Foote tenía una relación secreta con Ernst Hanfstaengl, un empresario alemán y nazi educado en Harvard. Regresó a Connecticut poco antes de su muerte; su obituario la mencionaba como "secretaria" de Jung.
Formó parte del círculo social de Mabel Dodge Luhan y la visitó en su Villa Curonia.
También la describían como una mujer alta y elegante. Mary Mellon, esposa de Paul Mellon, dijo de ella: "Tiene un gran estilo. De ella aprenderás sobre las relaciones sentimentales entre las personas de allí. Está muy frágil y me temo que no se encuentra muy bien. Llévala a cenar al Baur-au-Lac y aliméntala con champán y caviar".
En la década de 1950, Foote regresó a Connecticut. Murió entre amigos el 28 de enero de 1968 y está enterrada en el cementerio Foote-Ward en Guilford, Connecticut. Sus trabajos están en la biblioteca de la Universidad Yale.

## Obras
- August Florian Jaccaci, óleo, Century Association 7, Nueva York
- Augustus Saint-Gaudens , óleo, Academia Nacional de Diseño
- Carrie Chapman Catt (1859-1947), óleo sobre lienzo, 1927, Galería Nacional de Retratos del Instituto Smithsonian
- Bodegón floral, óleo, Galería Lagakos-Turak, Filadelfia, Pensilvania en 1987
- Frederick MacMonnies , realizado en 1905[13]
- Niña y reflejo, óleo sobre lienzo[7]
- John Crosby Brown , 1914, Cámara de Comercio del Estado de Nueva York
- José Santo y su madre, óleo sobre lienzo, Museo Nacional del Indio Americano
- Dama de lavanda, aceite, c. 1898-1901
- Mabel Dodge Luhan , óleo sobre lienzo, Universidad de Yale
- Náyade, París, óleo sobre lienzo
- Chica oriental con muñeca, óleo sobre lienzo, c. 1898-1901
- Paul Draper [20]
- Retrato de la Sra. Wilfred Worcester, óleo sobre lienzo, c. 1898-1901
- Mujer de Río Grande, óleo sobre lienzo, c. 1920, Museo Nacional del Indio Americano. Fabricado en Nuevo México.
- Ruth Dana Draper (1850-1914), óleo sobre lienzo, c. 1910, era la esposa de William H. Draper.
- Ruth Draper (1884-1956), óleo sobre lienzo, Galería Nacional de Retratos del Instituto Smithsonian. Ella era actriz.
- Hombre de Taos, óleo sobre lienzo, c. 1920, Museo Nacional del Indio Americano. Fabricado en Nuevo México.
- Thomas Hastings, óleo, Academia Nacional de Diseño
- William H. Dunwoody, óleo sobre lienzo, 1913, Sociedad Histórica de Minnesota, St. Paul, Minnesota[21]